# Jacob Anderson

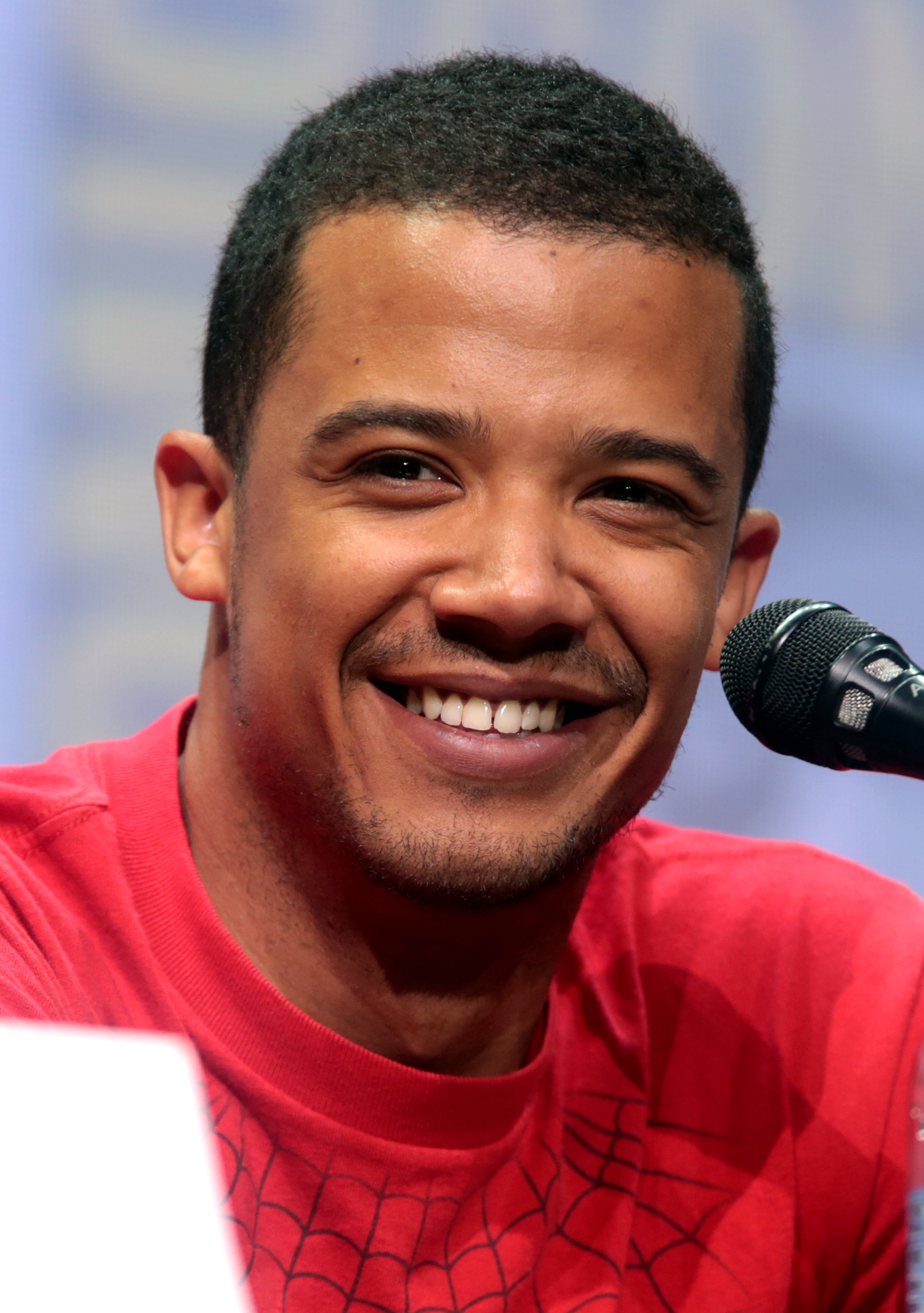
Jacob Anderson bei der Comic-Con 2017

Jacob Basil Anderson (* 18. Juni 1990 in Enfield, London als Jacob Nathan Anderson) ist ein britischer Schauspieler. Als Sänger ist er unter dem Namen Raleigh Ritchie aktiv.

## Schauspiel
Jacob Andersons Vater ist afrokaribischer Abstammung. Seine Schauspielkarriere begann im Jahr 2003, als er in dem Kurzfilm Pool Shark die Rolle eines Schwimmers übernahm. Es folgten Auftritte in langlaufenden britischen TV-Serien wie Doctors, The Bill oder Primeval – Rückkehr der Urzeitmonster.
2010 war Anderson in 4.3.2.1 als Angelo zu sehen. Im Jahr darauf, spielte er als Simon eine wiederkehrende Rolle in Injustice. Auch in Episodes übernahm er als Kevin eine wiederkehrende Rolle. Von 2013 bis 2019 war er als Grauer Wurm in der HBO-Erfolgsserie Game of Thrones zu sehen. 2019 wurde er in der letzten Staffel zu einem der Hauptdarsteller befördert. Darüber hinaus übernahm er auch in den Serien Broadchurch und The Mimic wiederkehrende Rollen, jeweils im Jahr 2013. Von 2021 bis 2022 spielte er die Rolle des Vinder in der 13. Staffel von Doctor Who sowie dem finalen Special des 13. Doktors. Seit 2022 spielt er in der Serie Interview with the Vampire die Hauptrolle des Louis de Pointe du Lac.

## Diskografie (Auswahl)
- 2013: The Middle Child (EP)
- 2014: Black and Blue (EP)
- 2014: Bloodsport ’15 (Single, UK: Silber)
- 2016: You’re a Man Now, Boy
- 2018: Time in a Tree
- 2020: Andy

## Filmografie (Auswahl)
- 2003: Pool Shark (Kurzfilm)
- 2007: Doctors (Fernsehserie, Episode 9x07)
- 2007: The Bill (Fernsehserie, Episode 23x61)
- 2007: The Whistleblowers (Fernsehserie, Episode 1x03)
- 2008: Primeval – Rückkehr der Urzeitmonster (Primeval, Fernsehserie, Episode 2x04)
- 2008: West 10 LDN (Fernsehfilm)
- 2008: Casualty (Fernsehserie, Episode 22x29)
- 2008: The Things I Haven’t Told You (Fernsehfilm)
- 2008: Spooks – Im Visier des MI5 (Spooks, Fernsehserie, Episode 7x06)
- 2008: Streets of London – Tag der Vergeltung (Adulthood)
- 2009: Gunrush (Fernsehfilm)
- 2010: Chatroom
- 2010: 4.3.2.1
- 2012: Comedown (Comedown)
- 2012: Episodes (Fernsehserie, 8 Episoden)
- 2012: Skins – Hautnah (Skins, Fernsehserie, Episode 6x05)
- 2012: Silent Witness (Fernsehserie, Episoden 15x01 und 15x02)
- 2013: Broadchurch (Fernsehserie, 6 Episoden)
- 2013–2014: The Mimic (Fernsehserie, 10 Episoden)
- 2013–2019: Game of Thrones (Fernsehserie, 34 Episoden)
- 2018: Operation: Overlord (Overlord)
- 2021–2022: Doctor Who (Fernsehserie, 7 Episoden)
- seit 2022: Interview With the Vampire (Fernsehserie)
- 2024: Timestalker
- 2025: Sandman (The Sandman, Fernsehserie, 2 Episoden)